# Liste der Bodendenkmäler in Finning
Auf dieser Seite sind die Bodendenkmäler in der oberbayerischen Gemeinde Finning zusammengestellt. Diese Tabelle ist eine Teilliste der Liste der Bodendenkmäler in Bayern. Grundlage ist die Bayerische Denkmalliste, die auf Basis des Bayerischen Denkmalschutzgesetzes vom 1. Oktober 1973 erstmals erstellt wurde und seither durch das Bayerische Landesamt für Denkmalpflege geführt wird. Die folgenden Angaben ersetzen nicht die rechtsverbindliche Auskunft der Denkmalschutzbehörde.

## Bodendenkmäler in Finning
| Lage                        | Objekt | Akten-Nr.     | Bild                                 |
| --------------------------- | --- | ------------- | ------------------------------------ |
| Hängeberg (Standort)        | Viereckschanze der späten Latènezeit. | D-1-7932-0013 |                                      |
| Hartmannshausen (Standort)  | Verebnete Grabhügel vorgeschichtlicher Zeitstellung. | D-1-7932-0014 |                                      |
| Unterfinning (Standort)     | Ringwall des frühen Mittelalters (Schanze Unterfinning). | D-1-7932-0015 | weitere Bilder                       |
| Oberfinning (Standort)      | Siedlung vorgeschichter Zeitstellung und Körpergräber des frühen Mittelalters.                                                                                              | D-1-7932-0016 |                                      |
| Oberfinning (Standort)      | Burgstall des hohen und späten Mittelalters sowie Körpergräber des frühen Mittelalters.                                                                                     | D-1-7932-0017 |                                      |
| Entraching (Standort)       | Verebnete Grabhügel vorgeschichtlicher Zeitstellung. | D-1-7932-0066 |                                      |
| St. Jakob 8 (Standort)      | Untertägige spätmittelalterliche und frühneuzeitliche Befunde im Bereich der katholischen Pfarrkirche St. Jakobus in Entraching.                                            | D-1-7932-0125 | weitere Bilder                       |
| Kirchsteig 7 (Standort)     | Untertägige spätmittelalterliche und frühneuzeitliche Befunde im Bereich der katholischen Pfarrkirche Heilig Kreuz in Oberfinning.                                          | D-1-7932-0154 | weitere Bilder                       |
| St. Sebastian 14 (Standort) | Untertägige frühneuzeitliche Befunde im Bereich der katholischen Kapelle St. Sebastian in Oberfinning.                                                                      | D-1-7932-0155 | weitere Bilder                       |
| Sonnenstraße 10 (Standort)  | Untertägige mittelalterliche und frühneuzeitliche Befunde im Bereich der katholischen Pfarrkirche Zur Schmerzhaften Muttergottes in Unterfinning und ihrer Vorgängerbauten. | D-1-7932-0157 | weitere Bilder                       |
| St. Willibald 30 (Standort) | Untertägige frühneuzeitliche Befunde im Bereich der katholischen Kapelle St. Willibald in Unterfinning.                                                                     | D-1-7932-0158 | Untertägige frühneuzeitliche Befunde |